# Javier Garfio Pacheco
Javier Alfonso Garfio Pacheco (Balleza, Chihuahua, 28 de abril de 1964) es un ingeniero civil y político mexicano, miembro del Partido Revolucionario Institucional, fue alcalde de Chihuahua.

## Carrera política
Javier Garfio Pacheco fue secretario de Comunicaciones y Obras Públicas de Gobierno del Estado de Chihuahua. director general y representante Legal de la empresa Grupo Constructor Montaña Blanca, SA de CV. Gerente de Construcción del Nuevo Campus Universitario de la Universidad Autónoma de Chihuahua. Jefe del Departamento de Mejoramiento y Regeneración Urbana del Municipio de Chihuahua.
Profesionalmente ha estado a cargo de diferentes organismos como Coordinador Estatal de los Jóvenes Empresarios de la Cámara Mexicana de la Industria de la Construcción en Chihuahua, Vicepresidente de instituciones de la Cámara Mexicana de la Industria de la Construcción en Chihuahua, Presidente de la Cámara Mexicana de la Industria de la Construcción, Delegación Chihuahua, Coordinador en la Zona Norte del Instituto de Capacitación del Comité Ejecutivo Nacional de la Cámara Mexicana de la Industria de la Construcción y Presidente del Comité Consultivo de la Cámara Mexicana de la Industria de la Construcción, Delegación Chihuahua.
El 27 de marzo de 2017, Garfio Pacheco fue recluido en el Centro de Readaptación Social de Aquiles Serdán debido a que se la acusa de haber autorizado la venta de terrenos de gobierno del estado a precio más bajo del común.